# 2gether: The Series
2gether: The Series (thajsky เพราะเราคู่กัน) je thajský televizní seriál z roku 2020, v němž hrají Metawin Opas-iamkajorn a Vachirawit Chiva-aree. Vysílal se na stanici GMM 25 od 21. února do 15. května 2020.

## Obsazení
| Metawin Opas-iamkajorn (Win)   | Tine Teepakorn      |
| Vachirawit Chiva-aree (Bright) | Sarawat Guntithanon |